# Alateu

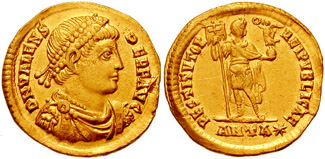
Soldo de Valente r.

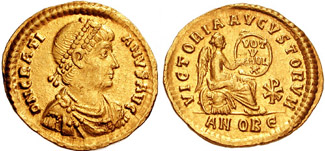
Soldo de Graciano r.

Alateu ou Odateu (em latim: Alatheus/Odathaeus; m. 386) foi um nobre e líder militar gótico do final do século IV, ativo durante as migrações góticas do período.

## Vida
As origens de Alateu são incertas. Segundo Garcia Moreno, provavelmente foi um membro da dinastia dos Amalos e era pai do rei Ataulfo (r. 410–415). Alateu aparece pela primeira vez em 376, quando, segundo Amiano Marcelino, recebeu o missão de proteger junto com Safrax o jovem herdeiro grutungo Viderico, que à época ascendera devido a morte em combate de seu pai Vitimiro (r. 375–376). Nessa época, segundo o relato, possuía um estatuto equivalente ao do duque romano. Em vista da pressão huna, os três decidiram marchar com os godos por eles liderados rumo ao Dniestre.
Nesse mesmo ano, Alateu e Safrax lideraram, ao lado de outro oficial gótico chamado Farnóbio, os grutungos em direção ao Danúbio, momento esse que os tervíngios de Fritigerno acabaram de cruzar o rio sob permissão imperial do imperador Valente (r. 364–378). Durante a Guerra Gótica de 376–382, Alateu e Safrax participaram na Batalha de Adrianópolis de 378 e mais tarde partiram para a Panônia, onde saquearam o país.
Eles conseguiram negociar a paz em 380 com o imperador ocidental Graciano (r. 367–383), que firmou um tratado no qual seus godos poderiam se assentar na Panônia. Alateu e Safrax permaneceram quietos por alguns anos até reaparecem em 386, quando tentaram atravessar o Danúbio para invadir o Império Romano. Na tentativa, Alateu foi morto pelos soldados romanos.